# 닛타군

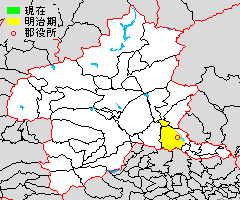
군마현 닛타군의 범위 (하늘색:후에 다른 군에서 편입된 구역)

닛타군(新田郡)은 일본 군마현(고즈케국)에 있던 군이다.

## 군역
1878년 행정 구역으로 발족 당시의 군역은 현재의 행정 구역으로 아래 구역에 해당한다.
- 오타시의 대부분
- 미도리시의 일부
- 이세사키시의 일부

## 역사
- 1878년 12월 7일 - 군구정촌 편제법이 군마현에서 시행되면서, 행정 구역으로서의 닛타군이 발족.

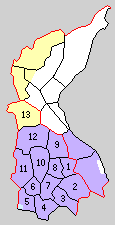
1.오타정 2.구아이촌 3.사와노촌 4.오지마정 5.세라다촌 6.기자키정 7.호센촌 8.도리노고촌 9.고도촌 10.이쿠시나촌 11.와타우치촌 12.야부즈카혼정 13.가사카케촌 (보라:오타시 노랑:미도리시 하늘색:이세사키시)

- 1889년 4월 1일 - 정촌제 시행으로, 아래의 정촌이 발족. 따로 적은 경우 외는 현 오타시.(4정 9촌)
  - 오타정(太田町)
  - 구아이촌(九合村)
  - 사와노촌(沢野村)
  - 오지마정(尾島町)
  - 세라다촌(世良田村): 현 오타시, 이세사키시
  - 기자키정(木崎町)
  - 호센촌(宝泉村)
  - 도리노고촌(鳥之郷村)
  - 고도촌(強戸村)
  - 이쿠시나촌(生品村)
  - 와타우치촌(綿打村)
  - 야부즈카혼정(藪塚本町)
  - 가사카케촌(笠懸村): 현 미도리시
  - 일부는 야마다군 니라가와촌·모리타촌, 사이군 사카이정의 일부가 됨.
- 1940년 4월 1일 - 오타정·구아이촌·사와노촌이 야마다군 니라가와촌과 합병하여, 새로이 오타정이 발족.(4정 7촌)
- 1943년 11월 1일 - 도리노고촌이 오타정에 편입.(4정 6촌)
- 1948년 5월 3일 - 오타정이 시제 시행으로 오타시(太田市)가 되어, 군에서 이탈.(3정 6촌)
- 1956년 9월 30일 - 기자키정·이쿠시나촌·와타우치촌이 합병하여, 닛타정(新田町)이 발족.(3정 4촌)
- 1957년
  - 4월 1일 - 고도촌이 오타시에 편입.(3정 3촌)
  - 11월 1일 - 세라다촌의 일부가 오지마정, 잔여부가 사와군 사카이정에 분할편입.(3정 2촌)
- 1963년 4월 1일 - 호센촌이 오타시에 편입.(3정 1촌)
- 1990년 4월 1일 - 가사카케촌이 정제 시행으로 가사카케정(笠懸町)이 됨.(4정)
- 2005년 3월 28일 - 닛타정·오지마정·야부즈카혼정이 오타시와 합병하여, 새로이 오타시가 발족, 군에서 이탈.(1정)
- 2006년 3월 27일 - 가사카케정이 야마다군 오마마정, 세타군 아즈마촌과 합병하여 미도리시(みどり市)가 발족. 이날 닛타정은 폐지됨.

## 참고 문헌
- 《가도카와 일본 지명 대사전》 편집위원회, 편집. (1988년 6월 1일). 《가도카와 일본 지명 대사전》. 10 군마현. 가도카와 쇼텐. ISBN 4040011007.